# Роксана Кокош
Роксана Кокош  (рум. Roxana Cocoş, 5 червня 1989) — румунська важкоатлетка, олімпійська медалістка.

## Виступи на Олімпіадах
| Олімпіада   | Вагова категорія | Місце |
| ----------- | ---------------- | ----- |
| Пекін 2008  | легка            | 8     |
| Лондон 2012 | 69 кг            | 2     |